# Торосозеро
То́росозеро (карел. Torasjärvi) — деревня в составе Коткозерского сельского поселения Олонецкого национального района Республики Карелия.

## Общие сведения
Расположена на южном берегу озера Торосозеро на автотрассе «Кола».
Через деревню протекает река Олонка.

## Население
Численность населения в 1905 году составляла 79 человек.
| 2002 | 2009 | 2010 | 2013 |
| ---- | ---- | ---- | ---- |
| 47   | ↘25  | ↘24  | ↘22  |